# Galium viscosum
Galium viscosum é uma espécie de planta com flor pertencente à família Rubiaceae. 
A autoridade científica da espécie é Vahl, tendo sido publicada em Symbolae Botanicae,...2: 29. 1791.

## Portugal
Trata-se de uma espécie presente no território português, nomeadamente em Portugal Continental.
Em termos de naturalidade é nativa da região atrás indicada.

## Protecção
Não se encontra protegida por legislação portuguesa ou da Comunidade Europeia.